# 원량초등학교 도덕분교
원량초등학교 도덕분교는 경상남도 통영시 욕지면 서산리 644에 있었던 분교이다.

## 연혁
- 1964년 11월 26일 원량국민학교 도덕분교장 인가
- 1976년 3월 1일 도덕국민학교 개교
- 1991년 3월 1일 원량국민학교 도덕분교장
- 1996년 3월 1일 원량초등학교 도덕분교장
- 2005년 3월 1일 폐교